# Směrový radiozaměřovač

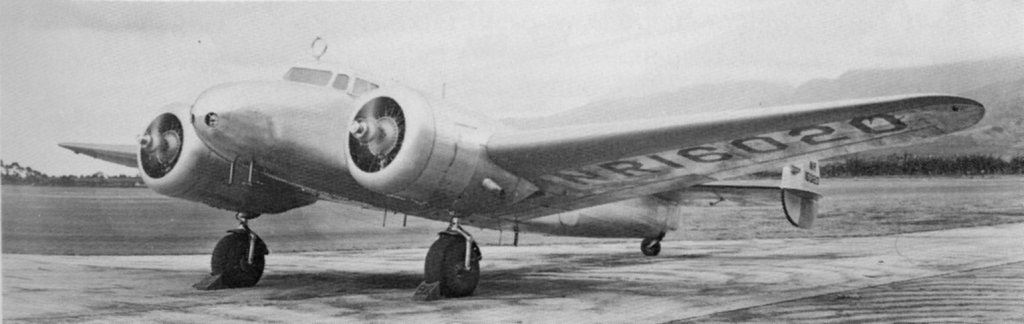
Lockheed Model 10-E Electra s anténou směrového radiozaměřovače nad kabinou

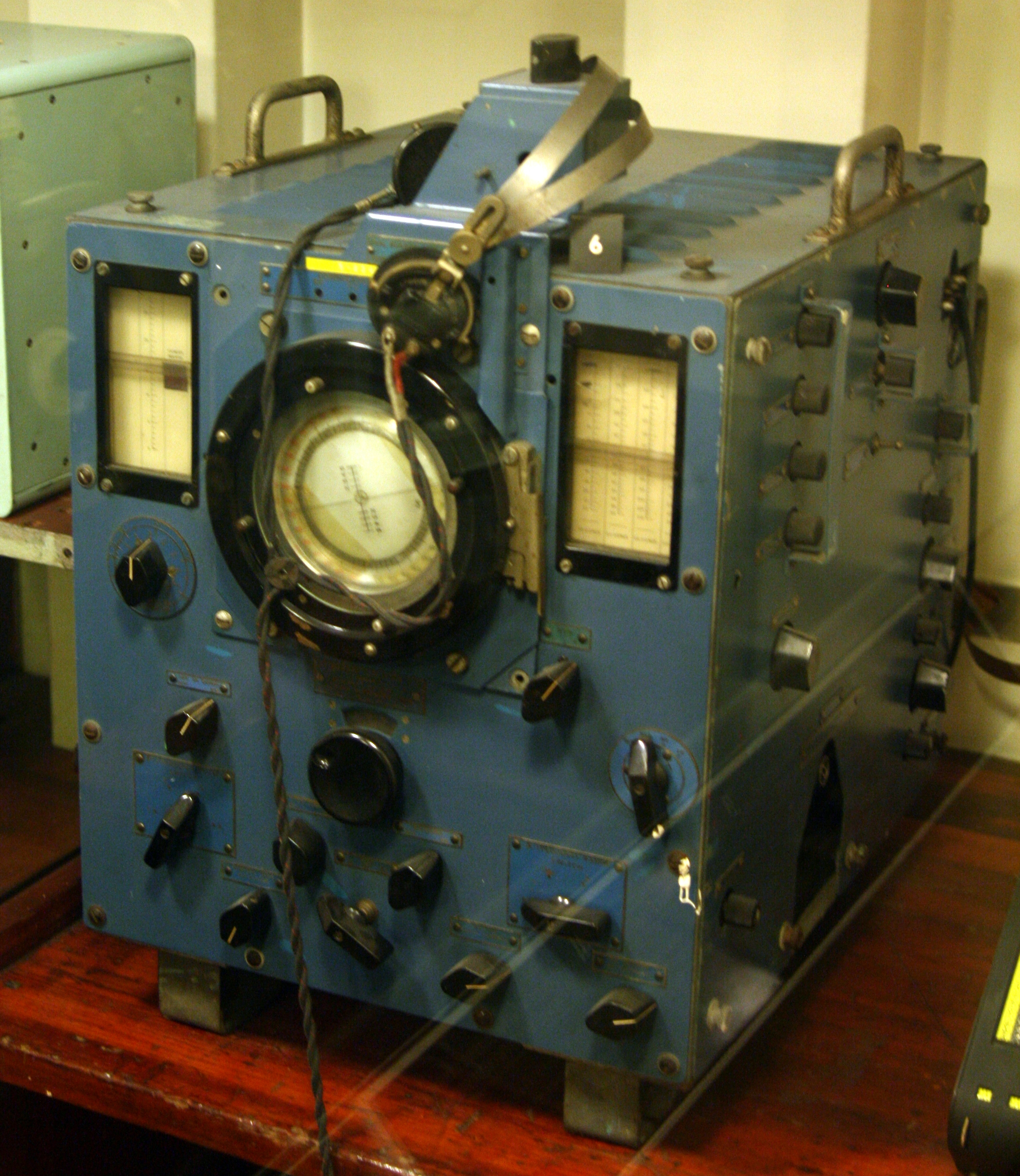
Huff-duff vystavený na HMS Belfast

Směrový radiozaměřovač nebo taky RDF (z anglického Radio Direction Finder) je přístroj, který pomocí otočné směrové antény slouží k určení směru ke zdroji radiových vln. Tím lze zjistit vlastní polohu (jsou-li k dispozici nejméně dva zdroje neležící v jedné přímce s radiozaměřovačem) a jako navigační prostředek se takto používá v letectví a lodní dopravě.
Směrový radiozaměřovač ale může sloužit i k zjištění polohy vysílače (je-li provedeno víc měření z několika míst, pak hledaný vysílač leží v průsečíku naměřených směrů). Toho lze využít například při záchranných operacích, jestliže má oběť funkční radiomaják.
Rovněž toho bylo využíváno například ve druhé světové válce při hledání ilegálních vysílaček, či pro sledování pohybu nepřátelských plavidel.
Speciálním případem je vysokofrekvenční směrový radiozaměřovač (High Frequency Direction Finding, HF/DF), Spojenci nazývaný huff-duff, který významnou měrou přispěl k vítězství Spojenců v bitvě o Atlantik.